# Cannonball (Damien Rice)
Cannonball is een nummer van de Ierse singer-songwriter Damien Rice uit 2002, heruitgegeven 2004. Het is de tweede single van zijn debuutalbum O.
"Cannonball" bereikte de 21e positie in Ierland. De Britse hitlijsten werden voor het eerst bereikt in november 2003, met een 32e positie. Nadat het veel op de Britse radio gedraaid werd, en Rice goed ontvangen optreden gaf op Glastonbury, keerde het in de zomer van 2004 terug in de hitlijsten van het Verenigd Koninkrijk. Ditmaal bereikte het de 19e positie. Hoewel de plaat in Nederland geen hitlijsten bereikte, geniet het er wel bekendheid en wordt het af en toe wel op de radio gedraaid.

## Tracklijst
Ierse cd
1. "Cannonball" (singleversie)
2. "Lonelily" (originele demo)
3. "Woman Like a Man" (live unplugged)
4. "Cannonball" (instrumentale albumversie)

Britse cd
1. "Cannonball" (live)
2. "Amie" (live)
3. "The Blower's Daughter" (live)